# Passenger (Passenger)
Passenger è l'album di debutto del gruppo musicale svedese Passenger, pubblicato dalla Century Media Records il 23 aprile 2003.

## Tracce
1. In Reverse - 2:56
2. In My Head - 4:15
3. For You - 2:58
4. Just the Same - 3:13
5. Carnival Diaries - 3:55
6. Circus - 4:17
7. Rain - 3:14
8. Circles - 4:44
9. I Die Slowly - 3:36
10. Used - 3:52
11. Eyes of My Mind - 5:28

Tracce bonus nell'edizione giapponese
1. Drowning City (Demo)
2. Clowns (Demo)

## Formazione
Gruppo
- Anders Fridén - voce
- Niclas Engelin - chitarra
- Patrik J. Sten - batteria
- Håkan Skoger - basso

Altri musicisti
- Pierre J. Sten - tastiere, programmazione, campionatore